# Costituzione della Romania del 1952
La Costituzione della Romania del 1952, chiamata anche "costituzione del socialismo edilizio", esprimeva il consolidamento del potere comunista, con un contenuto ideologico maggiore rispetto al suo predecessore del 1948. Una bozza fu scritta da una commissione eletta dalla Grande Assemblea Nazionale il 27 marzo 1952 e pubblicata il 18 luglio. Con un voto di 324-0, fu adottata dalla Grande Assemblea Nazionale il 24 settembre, quando entrò in vigore, e pubblicata tre giorni dopo.
Il documento conteneva un capitolo introduttivo e altri dieci capitoli contenenti 105 articoli. La Romania fu proclamata "stato di lavoratori delle città e dei villaggi" che "nacque come risultato della vittoria storica dell'Unione Sovietica contro il fascismo tedesco e la liberazione della Romania da parte della gloriosa Armata Rossa, una liberazione che ha rafforzato i lavoratori, soprattutto la classe operaia guidata dal Partito Comunista, per demolire la dittatura fascista, per distruggere il potere delle classi sfruttatrici e per costruire uno stato di democrazia popolare, che coincide pienamente con gli interessi e le speranze delle masse popolari della Romania". Il documento prevede che l'indipendenza e la sovranità dello stato siano "difese" dall'"amicizia e dall'alleanza con la grande Unione Sovietica". La politica interna dello stato era orientata verso "liquidare lo sfruttamento dell'uomo dall'uomo e la costruzione del socialismo" rafforzando e accrescendo il settore socialista dell'economia e realizzando "di conseguenza una politica di limitazione ed eliminazione di elementi capitalistici". Tra le funzioni dello stato rumeno c'era la necessità di reprimere "le classi tolte dal potere" e di difendersi dall'aggressione esterna. Attraverso disposizioni esplicite, lo stato doveva avere un ruolo dominante non solo nell'economia, ma anche in settori come l'istruzione e la cultura. Per quanto riguarda le istituzioni politiche, non vi era alcun cambiamento rispetto alla precedente costituzione, la Grande Assemblea Nazionale continuava a essere l'organo supremo del potere statale, mentre i corpi governativi locali erano ora conosciuti come "assemblee popolari" (sfaturi populare). Il Partito dei Lavoratori Rumeno è stato proclamato "la forza trainante sia di coloro che lavorano, sia degli organi e delle istituzioni dello stato", riunendo allo stesso tempo "tutte le organizzazioni di coloro che lavorano". Ancora una volta, sono stati proclamati i diritti e le libertà fondamentali dei cittadini, ma in pratica non sono stati rispettati.
Modificata 11 volte negli anni successivi, la Costituzione del 1952 fu abrogata il 21 agosto 1965, quando entrò in vigore la Costituzione della Romania del 1965.

## Riferimenti
- Stoica, Stan (coordinator). Dicţionar de Istorie a României, p. 93. Bucharest: Editura Merona, 2007.
- Mihaela Cristina Verzea, "Constituţia RPR din 27 septembrie 1952" ("1952: The Constitution of People's Republic of Romania"), Dosarele Istoriei, 8/2003, pp. 22–26.